# Łabędzi śpiew (Schubert)
Łabędzi śpiew (niem. Schwanengesang), D 957 – zbiór pieśni skomponowanych przez Franza Schuberta w 1828 roku do poezji Ludwiga Rellstaba, Heinricha Heinego i Johanna Gabriela Seidla. Wydany został po śmierci kompozytora. Jako że stanowi on ostatnią większą kompozycję Schuberta, wydawca nadał mu tytuł Łabędzi śpiew, oznaczający tradycyjnie ostatnie dzieło artysty.

## Tytuły pieśni
W nawiasach podano autora słów.
1. Liebesbotschaft (Rellstab)
2. Kriegers Ahnung (Rellstab)
3. Frühlingssehnsucht (Rellstab)
4. Ständchen (Rellstab)
5. Aufenthalt (Rellstab)
6. In der Ferne (Rellstab)
7. Abschied (Rellstab)
8. Der Atlas (Heine)
9. Ihr Bild (Heine)
10. Das Fischermädchen (Heine)
11. Die Stadt (Heine)
12. Am Meer (Heine)
13. Der Doppelgänger (Heine)
14. Die Taubenpost (Seidl) (również: D 965a)